# Catholiques allemands
Les Catholiques allemands (Deutschkatholiken) formaient une église schismatique de l'Église catholique créée en décembre 1844 par Johannes Ronge à Breslau.

## Origine

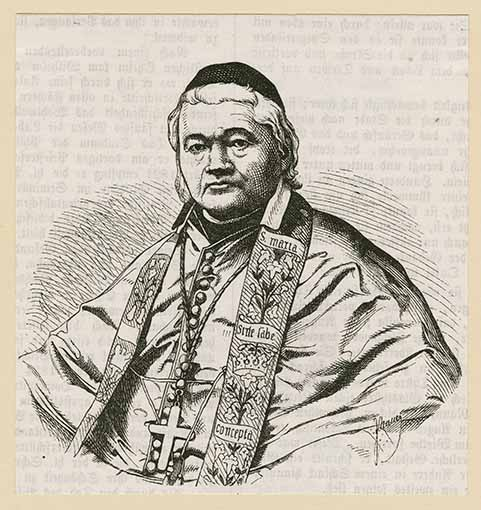
Wilhelm Arnoldi, évêque de Trèves

Le 15 octobre 1844 Johannes Ronge, un prêtre catholique, publie dans un journal une attaque violente contre Wilhelm Arnoldi, évêque de Trèves. Il accuse celui-ci de favoriser l'idolâtrie en présentant au public la Sainte Tunique et en promettant une indulgence plénière aux pèlerins.
Ronge, déjà repris pour avoir exprimé des opinions originales, est cette fois excommunié en décembre 1844. De nombreuses personnes le soutiennent et ainsi se crée la congrégation dissidente des Nouveaux Catholiques qui est obligée un peu plus tard de se renommer en Catholiques allemands.

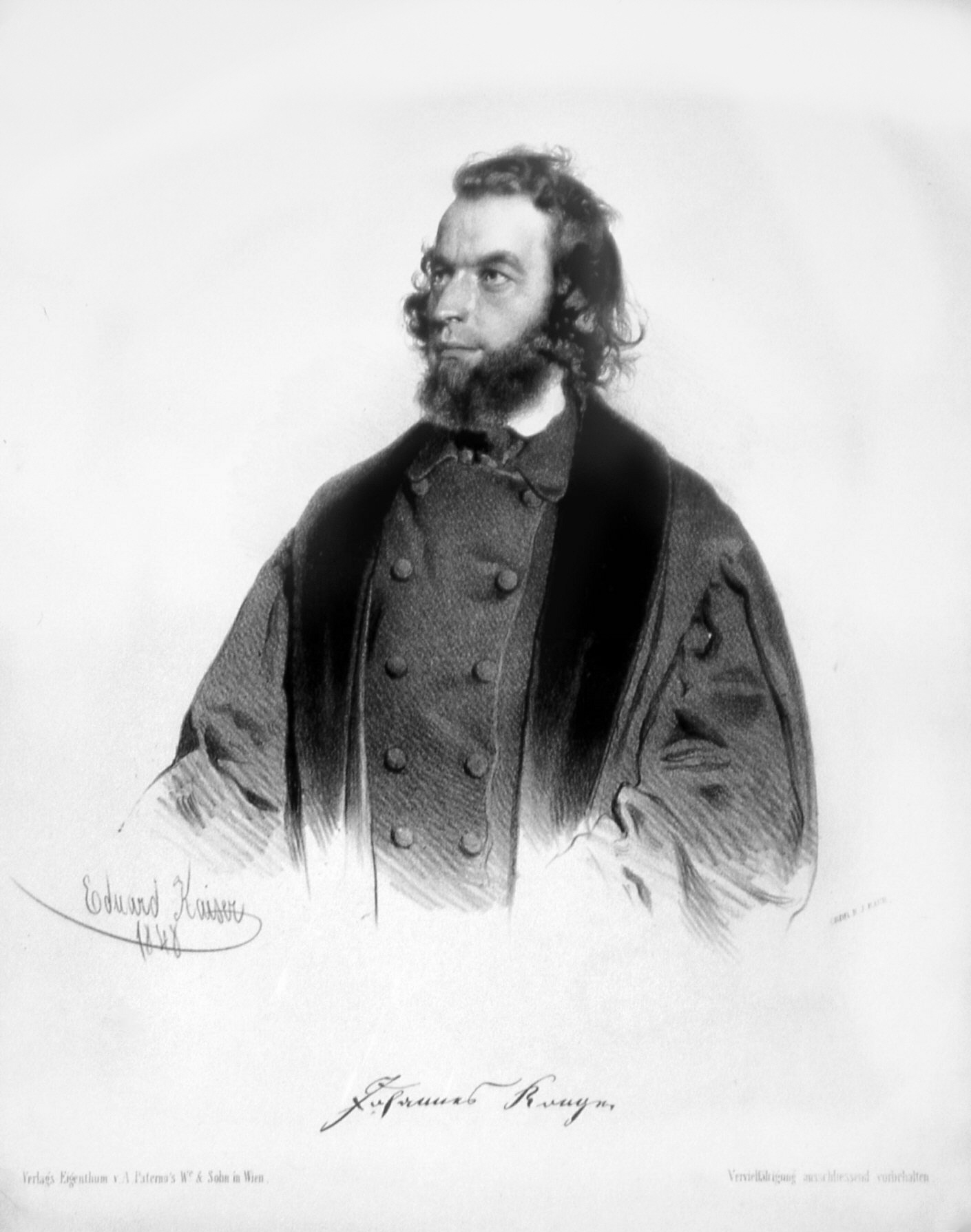
Johannes Ronge

En moins d'un an le nombre de Catholiques allemands atteint les 8 000 membres. Des groupes se forment à Leipzig, Dresde, Berlin, etc. Johann Ronge s'allie alors à Johannes Czerski, un autre prêtre excommunié pour former une église catholique allemande indépendante de l'autorité papale.

## Idées religieuses
Les Catholiques allemands professaient une foi très dépouillée, dont les principales croyances concernaient 
- Dieu le Père, créateur et maître de l'univers ;
- Jésus-Christ, Sauveur du monde par le témoignage de sa vie, son enseignement et sa mort ;
- l'opération du Saint-Esprit
- une église chrétienne sainte et universelle (i.e. catholique)
- la rémission des péchés et la vie éternelle.

## Disparition
En mai 1850, un second concile se tient à Köthen où est décidée une alliance avec les Congrégations libres, branche dissidente du protestantisme. En juin 1859, Les Catholiques allemands et les Congrégations libres se réunissent à Gotha. Là, il est décidé que serait créée une confédération de congrégations religieuses libres où même les congrégations juives seraient acceptées. Le groupe devient trop hétéroclite et accepte aussi bien des « chrétiens » qui ne reconnaissent pas le baptême et la communion que des mystiques. Les congrégations disparaissent les unes après les autres ; la plus grande partie des membres rejoignent finalement l'église réformée.